# Ettore Gotti Tedeschi
Pour les articles homonymes, voir Gotti (homonymie).
Ettore Gotti Tedeschi, né le 3 mars 1945 à Pontenure en Italie, est un économiste et banquier italien, universitaire et éditorialiste de L'Osservatore Romano. De 2009 à 2012, il a été le directeur de l'Institut pour les œuvres de religion plus connue sous le nom de banque du Vatican.

## Biographie
Tedeschi a travaillé comme consultant en  stratégie industrielle et financière avec la société informatique française SEMA à Paris de 1973 à 1984 puis et McKinsey à Milan et Londres). En 1985, il entreprend une carrière dans le domaine de la finance pour les entreprises Procomin, Istituto Mobiliare Italiano (IMI) et Banca Nazionale del Lavoro. Il change ensuite pour la banque d'affaires Sogei, où il rencontre le président-directeur général de la Cassa Depositi e Prestiti, Massimo Varazzani, le banquier émergent, Gianmario Roveraro (membre de l'Opus Dei assassiné en 2006) ainsi que Giuseppe Garofano, membre de l'Opus Dei et directeur de Montedison S.p. A., un des plus grands holdings industriels en Italie. 
En 1990, il travaille sur l'introduction en bourse du groupe Parmalat, qui le mène à s'investir dans les négociations pour l'acquisition de Federconsorzi en 1991. Entre-temps, il entre au conseil d'administration du groupe Parmalat où il reste un an.
En 1992, avec Gianmario Roveraro aux finances, Tedeschi  trouve le financement  de Akros à la demande de l'homme d'affaires espagnol Emilio Botín, président de Grupo Santander. Il rassemble approximativement 275 milliards d'euros obtenus de 200 actionnaires (incluant Fiat, Iri, CIR Group, Ferrero, Parmalat, l'Union Commerciale, Banca Popolare di Milano et la Cassa di Risparmio di Torino(la Caisse d'épargne de Turin). En 1993 il est nommé Président de Finconsumo Banca SpA (du groupe Santander), se plaçant à la tête des opérations italiennes du groupe espagnol Banco Santander.
De 1996 à 2006, il est professeur de stratégie financière à l'Université catholique du Sacré-Cœur, puis d'éthique des affaires à l'Université de Turin. Il écrit également pour L'Osservatore Romano et Il Sole 24 Ore. 
Il a également diverses fonctions dans différentes institutions bancaires, entreprises de Capital risque et de Capital-investissement. 
Il a été conseiller de Sanpaolo IMI et de la Caisse de dépôts bancaires et de prêts d'Italie.
Le 23 septembre 2009, il devient président de l'Institut pour les œuvres de religion, poste qu'il a occupé jusqu'à sa démission le 24 mai 2012, après un vote de défiance à son égard du conseil d'administration de la banque.

## Pensée économique et religieuse
Se présentant comme catholique et libéral, Ettore Gotti Tedeschi a écrit, avec Rino Cammilleri, un livre intitulé, L'Argent et le paradis, sur l'économie mondiale et le monde catholique, où il affirme « la supériorité d'un capitalisme inspiré par la morale chrétienne. »
Il accorde un rôle très important dans sa conversion à l'Alleanza Cattolica (Alliance catholique d'Italie). Il est considéré pendant des décennies[pas clair] comme un économiste libéral proche de la doctrine sociale de l'Église, mais aussi un intellectuel qui n'a jamais accepté de connotations particulières autres que celles résultant de son comportement.

## Œuvres
- L'Argent et le paradis. L'économie mondiale et les catholiques, coécrit avec Rino Cammilleri, Piemme, 2004
- L'Esprit animal - La juste compétition, coécrit avec Alberto Mingardi, Universita 'Bocconi Editore, 2007.

### Sources
- (it) Cet article est partiellement ou en totalité issu de l’article de Wikipédia en italien intitulé « Ettore Gotti Tedeschi » (voir la liste des auteurs).

- (en) Cet article est partiellement ou en totalité issu de l’article de Wikipédia en anglais intitulé « Ettore Gotti Tedeschi » (voir la liste des auteurs).